# Murphy Peak
Murphy Peak är en bergstopp i Antarktis. Den ligger i Östantarktis. Nya Zeeland gör anspråk på området. Toppen på Murphy Peak är 1 280 meter över havet.
Terrängen runt Murphy Peak är kuperad norrut, men söderut är den bergig. Trakten är obefolkad. Det finns inga samhällen i närheten.